# بیانت
بیانت (ترکی استانبولی: Bianet) شرکت رسانه‌ای ترکیه‌ای است، که در سال ۲۰۰۰ تأسیس شد.